# Vera Maria Brauner Menezes
Vera Maria Brauner Menezes ou só Vera Brauner (Pelotas, 11 de fevereiro de 1942 – Pelotas, 20 de outubro de 2012) foi a segunda Miss Brasil Internacional, ou seja, a representante do Brasil no concurso Miss Internacional 1961, onde acabou em 2º lugar, atrás apenas da holandesa Stam van Baer. 
Ela havia ganhado o direito de disputar o concurso ao ser a vice-Miss Brasil 1961. 

## Biografia e participação em concursos
Nascida em Pelotas, Rio Grande do Sul, Vera ficou em 2º lugar no Miss Brasil, mas assumiu a coroa após Staël Maria da Rocha Abelha renunciar depois de sua volta do Miss Universo 1961, onde foi a primeira brasileira a não classificar. 
Como 2ª colocada no Miss Brasil, Vera já havia recebido o direito de ir a Long Beach para participar do Miss Internacional 1961, tendo derrotado outras 50 concorrentes para ficar com o 2º lugar, perdendo o título para a Miss Holanda Stam van Baer.
Ela morreu em casa, em Pelotas, em 21 de outubro de 2012, aos 70 anos, de infarto e foi cremada em São Leopoldo.  